# Turistická značená trasa 3999
 Turistická značená trasa 3999 je 1,5 km dlouhá zeleně značená trasa Klubu českých turistů v okrese Česká Lípa spojující Dolní Světlou s Krkavčími kameny. Její převažující směr je severní a posléze severovýchodní.

## Historie

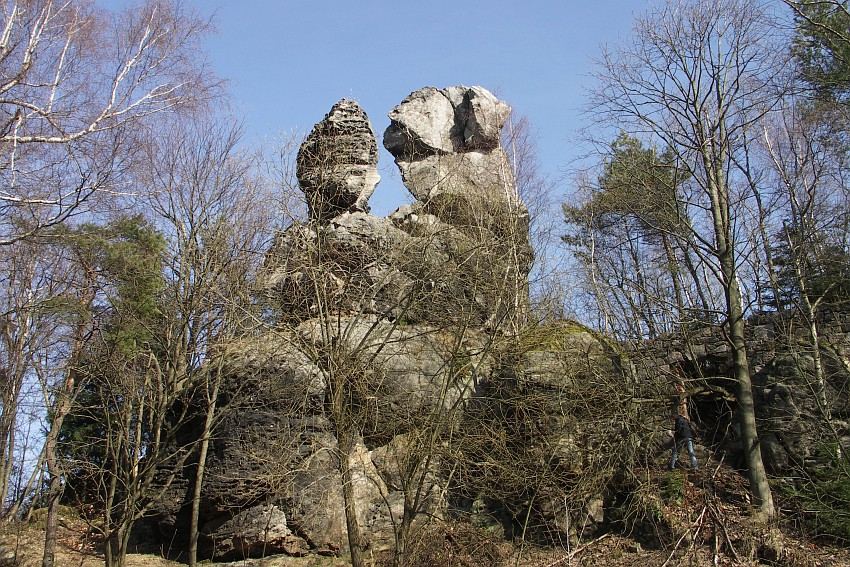
Krkavčí kameny na česko-německé státní hranici

Kolem Krkavčích kamenů procházela stará obchodní cesta již ve středověku, nejstarší zmínky o skalách jsou ze 14. století. V druhé polovině 19. století stále více získávala oblibu turistika. V roce 1877 postavil Adolf Clemens Fähnrich z Dolní Světlé na české straně skal výletní hostinec. Na přilehlé skalní věži pak v roce 1880 zřídil vyhlídku, nazvanou Ritterstein (Rytířský kámen), a  zároveň vybudoval i další vyhlídku na nedaleké skále na území Saska. Tato vyhlídka, která byla slavnostně otevřena 1. září 1880 za účasti návštěvníků z Čech i ze Saska, byla nazvána Falkenstein.
Po druhé světové válce byla státní hranice u Krkavčích kamenů uzavřená. Turistický přechod Dolní Světlá/Jonsdorf byl otevřen až 1. října 2000.

## Průběh trasy
Turistická trasa má svůj počátek v centru Dolní Světlé a hned z počátku vede v souběhu s červeně značenou hřebenovkou české části Lužických hor. Obě trasy vedou severním směrem zástavbou Dolní Světlé, na jejím konci souběh končí. Trasa 3999 mírně stoupá asfaltovou komunikací střídavě lesy a loukami k severovýchodu. Po opuštění komunikace stoupá lesní pěšinou ke Krkavčím kamenům, kde končí na česko-německé státní hranici. Navazuje zde na ní rovněž zeleně značená německá turistická trasa, která vede přes Jonsdorfské skalní město do Jonsdorfu, a další trasy, obsluhující německou část Lužických hor.

## Turistické zajímavosti na trase
- Památný jilm v Dolní Světlé
- Kaple na severním konci Dolní Světlé
- Krkavčí kameny
- skalní útvar Falkenstein na německém území v blízkosti konce trasy